# یاسین قاسمی
یاسین قاسمی (عربی: ياسين قاسمي؛ زادهٔ ۳ ژانویهٔ ۱۹۹۱) بازیکن فوتبال اهل مراکش است که برای باشگاه فوتبال ایبار بازی می‌کند.
از باشگاه‌هایی که در آن بازی کرده‌است می‌توان به باشگاه فوتبال کامپوستلا، باشگاه فوتبال رن، باشگاه فوتبال رایو وایکانو، و باشگاه فوتبال الچه اشاره کرد.
وی همچنین در تیم ملی فوتبال زیر ۲۰ سال مراکش بازی کرده‌است.